# Европейски театър (Втора световна война)
Европейският театър е един от основните театри на военни действия през Втората световна война.
Той обхваща континентална Европа и близките до нея зони от океана. Военните действия се водят основно в два обособени подтеатъра – Западния и Източния фронт, но включват също въздушната война срещу Великобритания и контролираните от Германия територии на континента, операциите в Северна Европа, съпротивителните движения в окупираните територии. Някои автори разглеждат като част от Европейския театър и тясно свързания с него Средиземноморски театър, както и Битката за Атлантика.